# Kaemsekem
Kaemsekem je bio princ drevnoga Egipta 4. dinastije. Bio je sin krunskog princa Kauaba i njegove sestre-žene Heteferes, koja je poslije postala kraljica Heteferes II. Tako je Kaemsekem bio unuk faraona Kufua i praunuk faraona Snofrua. Imao je dva brata, Duaenhora i Mindžedefa te sestru Meresank, koja je postala kraljica. Bio je polubrat princeze Neferhotepes i (vrlo vjerojatno) princeze Heteferes. Osim što je bio polunećak faraona Džedefre, bio mu je i posinak, jer se Kaemsekemova majka Heteferes udala za Džedefru nakon Kauabove smrti. Kaemsekem je bio oženjen ženom po imenu Kaaper te je imao dva sina s njom. Pokopan je u mastabi G 7660 u Gizi. U mastabi su mu spomenuti roditelji i djeca.